# Championship League 2020 (stagione 2019-2020) - Sommario giorno per giorno
Questa voce raccoglie il sommario giorno per giorno della Championship League 2020, torneo di snooker, che si è disputato dal 1° all'11 giugno 2020 a Milton Keynes in Inghilterra.

## Giorno 1 (1º giugno)
L'evento si apre con la sfida tra Judd Trump, numero 1 del Ranking, e David Grace. Il primo frame è molto combattuto e si risolve alle biglie finali, con il punteggio di 64-40, per il campione del mondo in carica, che riesce a fare suo anche il secondo (61-31) e il terzo (77-5), andando, così, a vincere il primo match dopo lo stop per la pandemia di COVID-19; peraltro, Trump era stato anche l'ultimo a conquistarne uno, nella finale del Gibraltar Open di marzo.
Il secondo incontro, vede di fronte Stuart Carrington e Jak Jones, nel Gruppo 13. Dopo una serie di 53 nel primo frame, Carrington ne realizza una da 62 per andare a prendere il secondo; Jones riesce, poi, a trionfare nel terzo con un break da 51, che verrà ripetuto dal suo avversario nel quarto ed ultimo frame, che sancisce il 3-1 finale per l'inglese.
Elliot Slessor, si aggiudica il match contro Daniel Wells, con il risultato di 1-3, David Gilbert vince senza problemi nei confronti di Jackson Page (3-0), ottenendo, tra l'altro, 273 dei 297 punti complessivi della sfida, e una serie di 89 nel terzo ed ultimo frame. Vi sono, in seguito, i primi tre pareggi del torneo, nelle partite Daniel Wells-David Grace, David Gilbert-Jak Jones e Stuart Carrington-Jackson Page.
Trump non brilla contro Slessor, riuscendo a vincere il primo frame in rimonta, per 63-62. La parità viene ristabilita in quello successivo, grazie ad una serie da 68 di Slessor, che precede il ritorno avanti di Trump nei due frames seguenti.
L'ultima giornata del Gruppo 13, viene aperta con un grande dominio da parte di Gilbert su Carrington che, in tutto il match, realizza solo 5 punti, a differenza di Gilbert, autore del primo "centone" dell'evento (serie da 100 precisi), e di altri due break da più di 50 punti (68 e 92), per andare a trionfare 3-0.
La prima giornata si conclude con i successi di Page, Slessor e Trump; quest'ultimo supera il proprio girone, così come Gilbert.

### Gruppo 2
| Giocatore 1    | Giocatore 2    | Risultato   |
| 1ª giornata    | 1ª giornata    | 1ª giornata |
| -------------- | -------------- | ----------- |
| Judd Trump     | David Grace    | 3 - 0       |
| Daniel Wells   | Elliot Slessor | 1 - 3       |
| 2ª giornata    |                |             |
| Daniel Wells   | David Grace    | 2 - 2       |
| Judd Trump     | Elliot Slessor | 3 - 1       |
| 3ª giornata    |                |             |
| Elliot Slessor | David Grace    | 3 - 1       |
| Judd Trump     | Daniel Wells   | 3 - 1       |

### Gruppo 13
| Giocatore 1       | Giocatore 2       | Risultato   |
| 1ª giornata       | 1ª giornata       | 1ª giornata |
| ----------------- | ----------------- | ----------- |
| Stuart Carrington | Jak Jones         | 3 - 1       |
| David Gilbert     | Jackson Page      | 3 - 0       |
| 2ª giornata       |                   |             |
| David Gilbert     | Jak Jones         | 2 - 2       |
| Stuart Carrington | Jackson Page      | 2 - 2       |
| 3ª giornata       |                   |             |
| David Gilbert     | Stuart Carrington | 3 - 0       |
| Jak Jones         | Jackson Page      | 0 - 3       |

### Century Breaks (2)
| N° | Giocatore      | Century Breaks | Miglior Break |
| -- | -------------- | -------------- | ------------- |
| 1  | Elliot Slessor | 1              | 106           |
| =  | David Gilbert  | 1              | 100           |

## Giorno 2 (2 giugno)
Il secondo giorno ha inizio con un successo di Jack Lisowski, che sconfigge Oliver Lines, 3-0.
Dopo essere stato sotto, Mark Joyce rimonta il match contro Mark Davis, dal 1-0 al 1-3, realizzando - nei tre frames vinti - tre "mezzi-centoni", con un best di 71, nel secondo portato a casa.
La sfida tra Luca Brecel e Robbie Williams è molto equilibrata, e termina con un 2-2.
Il dominio di Joyce nel terzo Gruppo, prosegue anche nelle successive due giornate, in cui l'inglese affronta Michael Holt e Louis Heathcote, battendoli entrambi per 3-1, ottenendo anche il suo primo "centone" del torneo, contro quest'ultimo (serie da 101). Il finalista del Riga Masters 2019, si aggiudica, dunque, il girone, facendo bottino pieno.
Il Gruppo 9, si dimostra, invece, molto aperto fino al termine dei giochi: Brecel sconfigge Oliver Lines per 3-0, e approfitta del pareggio di Lisowski contro Williams, per riagganciarlo in testa, a quota 4 punti. 
Lines vince contro Williams, con il punteggio di 3-0, realizzando anche un break da 136 nel secondo frame, che comunque non basta per passare come primo. La sfida decisiva viene disputata da Lisowski e Brecel, ed è il belga a portare a casa il primo frame, per 77-58. L'inglese, dal canto suo, risponde con un "centone" (104), ma non riesce ad agguantare il terzo frame, in cui Brecel ottiene il successo per soli 4 punti (66-62). L'ultimo frame, vede trionfare Lisowski che, tuttavia, non passa il turno poiché il suo break è più basso di quello di Brecel, dato che i due contendenti sono pari nello scontro diretto, nei punti e nella differenza frames.

### Gruppo 3
| Giocatore 1  | Giocatore 2     | Risultato   |
| 1ª giornata  | 1ª giornata     | 1ª giornata |
| ------------ | --------------- | ----------- |
| Mark Davis   | Mark Joyce      | 1 - 3       |
| Michael Holt | Louis Heathcote | 3 - 1       |
| 2ª giornata  |                 |             |
| Michael Holt | Mark Joyce      | 1 - 3       |
| Mark Davis   | Louis Heathcote | 2 - 2       |
| 3ª giornata  |                 |             |
| Michael Holt | Mark Davis      | 1 - 3       |
| Mark Joyce   | Louis Heathcote | 3 - 1       |

### Gruppo 9
| Giocatore 1     | Giocatore 2     | Risultato   |
| 1ª giornata     | 1ª giornata     | 1ª giornata |
| --------------- | --------------- | ----------- |
| Jack Lisowski   | Oliver Lines    | 3 - 0       |
| Luca Brecel     | Robbie Williams | 2 - 2       |
| 2ª giornata     |                 |             |
| Luca Brecel     | Oliver Lines    | 3 - 0       |
| Jack Lisowski   | Robbie Williams | 2 - 2       |
| 3ª giornata     |                 |             |
| Robbie Williams | Oliver Lines    | 0 - 3       |
| Jack Lisowski   | Luca Brecel     | 2 - 2       |

### Century Breaks (5)
| N° | Giocatore       | Century Breaks | Miglior Break |
| -- | --------------- | -------------- | ------------- |
| 1  | Luca Brecel     | 1              | 138           |
| =  | Oliver Lines    | 1              | 136           |
| =  | Louis Heathcote | 1              | 121           |
| =  | Jack Lisowski   | 1              | 104           |
| =  | Mark Joyce      | 1              | 101           |

## Giorno 3 (3 giugno)
La terza giornata parte con il match Kyren Wilson-Chen Feilong, in cui, quest'ultimo, passa subito avanti con una serie di 102, realizzata in seguito ad un fallo dell'avversario. Wilson aggancia Chen nel secondo frame, riuscendo a rimontare fino al 66-51, ma ritorna sotto nel terzo, prima di ottenere un "mezzo-centone" di 79 punti in serie, nella quarta ed ultima partita, che sancisce il 2-2 finale.
Nonostante il risultato netto, la sfida tra Ryan Day ed Alfie Burden si dimostra molto equilibrata: il primo frame si conclude con un'avvincente serie finale sui colori, in particolar modo sulla biglia verde, la quale viene imbucata al termine di numerosi giochi difensivi, da parte di entrambi i contendenti; ad avere la meglio sembra essere Burden, che riesce a mettere nel carniere ogni colore, tranne la nera, biglia che l'inglese sbaglia e lascia in una posizione favorevole al gallese, il quale la mette nel sacco e si assicura la prima partita. Nel secondo frame, Day approfitta di un errore di Burden e realizza una serie da 60, vincendo anche questo. Molto combattuto è anche il terzo, dato che il risultato viene, ancora una volta, deciso nelle fasi finali: a portarlo a casa è Ryan Day, con il punteggio di 66-38.
Successivamente, ci sono tre pareggi, tra Joe Perry ed Harvey Chandler, tra Ryan Day e Chen Feilong e, infine, tra Joe Perry e Sam Baird.
A seguire, arrivano le vittorie di Chandler su King (3-1) e di Wilson su Burden (3-0). La terza giornata del Gruppo 12 si apre con una vittoria di Burden, per 3-0, ai danni di Chen, che si rivelerà comunque inutile ai fini del passaggio al gruppo successivo. 
Le ultime due partite del giorno (Wilson contro Day e Baird contro Chandler), sono decisive per decretare il vincitore del girone. Il primo match, si apre con una serie di 91 da parte del gallese, che, con un altro "mezzo-centone" da 55 punti in serie, conquista anche il secondo frame. Nel terzo, invece, Wilson prende in mano il gioco con una serie "Pot-Black", ovvero un tentativo di 147, che, tuttavia, viene abbandonata dall'inglese, il quale realizza, comunque, un "centone" da 111. Una nuova serie di qualità, arriva anche nel quarto ed ultimo frame, poiché Ryan Day porta a casa l'incontro e il primo posto nel gruppo con un break da 86.
Nell'altra sfida è Chandler a vincere il primo frame, venendo poi raggiunto da Baird già in quello successivo. Chandler realizza, in seguito, un "centone" per ottenere il successo nella terza partita, che lo porterà a conquistare il match, nel quarto frame.

### Gruppo 4
| Giocatore 1 | Giocatore 2     | Risultato   |
| 1ª giornata | 1ª giornata     | 1ª giornata |
| ----------- | --------------- | ----------- |
| Mark King   | Sam Baird       | 1 - 3       |
| Joe Perry   | Harvey Chandler | 2 - 2       |
| 2ª giornata |                 |             |
| Joe Perry   | Sam Baird       | 2 - 2       |
| Mark King   | Harvey Chandler | 1 - 3       |
| 3ª giornata |                 |             |
| Joe Perry   | Mark King       | 2 - 2       |
| Sam Baird   | Harvey Chandler | 1 - 3       |

### Gruppo 12
| Giocatore 1  | Giocatore 2  | Risultato   |
| 1ª giornata  | 1ª giornata  | 1ª giornata |
| ------------ | ------------ | ----------- |
| Kyren Wilson | Chen Feilong | 2 - 2       |
| Ryan Day     | Alfie Burden | 3 - 0       |
| 2ª giornata  |              |             |
| Ryan Day     | Chen Feilong | 2 - 2       |
| Kyren Wilson | Alfie Burden | 3 - 0       |
| 3ª giornata  |              |             |
| Alfie Burden | Chen Feilong | 3 - 0       |
| Kyren Wilson | Ryan Day     | 1 - 3       |

### Century Breaks (3)
| N° | Giocatore       | Century Breaks | Miglior Break |
| -- | --------------- | -------------- | ------------- |
| 1  | Kyren Wilson    | 1              | 111           |
| =  | Chen Feilong    | 1              | 102           |
| =  | Harvey Chandler | 1              | 101           |

## Giorno 4 (4 giugno)
Le ostilità del quarto giorno, iniziano con la vittoria di Mark Selby su Lee Walker, per 3-1, che viene condita con tre "mezzi-centoni", da parte dell'inglese, conquistati nei tre frames portati a casa (nell'ordine: 51, 89 e 87). 
Con il medesimo risultato - se pur in rimonta - Gerard Greene ottiene il successo nel suo primo match, battendo John Astley. 
Il primo "centone" della giornata, lo realizza Liang Wenbó nel primo frame della sfida a Joe O'Connor (serie da 100). Il cinese diventerà, nel quarto ed ultimo frame, il primo giocatore, in questo torneo, a portarne a casa più di uno, a seguito di un break da 117, che arriva in concomitanza con il suo trionfo nell'incontro.
Successivamente, Gary Wilson inizia il suo dominio nel Gruppo 14, esordendo con una convincente vittoria ai danni di Mitchell Mann, per 3-0; con lo stesso punteggio, Liang supera Walker, mentre Wilson rimette in piedi il match contro Astley - iniziato con uno svantaggio - conquistando anche due "centoni" (107 e 100), per vincere anche la sua seconda contesa.
Selby non va oltre il pari contro il concittadino O'Connor; quest'ultimo, nel terzo frame, mette a segno anche una serie da 143, migliorando quella generale del torneo (fino a quel momento appartenuta a Luca Brecel) e la sua in carriera (138 prima di allora). 
Wilson conclude in bellezza il girone, sconfiggendo Greene, con il punteggio di 3-0, e realizzando altri due "centoni", con un best di 134 nel terzo frame.
Il match decisivo per l'assegnazione del Gruppo 5, tra Mark Selby e Liang Wenbó, viene dominato da quest'ultimo, il quale concede solo 21 punti all'avversario (tutti del primo frame), vincendo 3-0.

### Gruppo 5
| Giocatore 1  | Giocatore 2  | Risultato   |
| 1ª giornata  | 1ª giornata  | 1ª giornata |
| ------------ | ------------ | ----------- |
| Mark Selby   | Lee Walker   | 3 - 1       |
| Liang Wenbó  | Joe O'Connor | 3 - 1       |
| 2ª giornata  |              |             |
| Liang Wenbó  | Lee Walker   | 3 - 0       |
| Mark Selby   | Joe O'Connor | 2 - 2       |
| 3ª giornata  |              |             |
| Joe O'Connor | Lee Walker   | 3 - 1       |
| Mark Selby   | Liang Wenbó  | 0 - 3       |

### Gruppo 14
| Giocatore 1   | Giocatore 2   | Risultato   |
| 1ª giornata   | 1ª giornata   | 1ª giornata |
| ------------- | ------------- | ----------- |
| Gerard Greene | John Astley   | 3 - 1       |
| Gary Wilson   | Mitchell Mann | 3 - 0       |
| 2ª giornata   |               |             |
| Gary Wilson   | John Astley   | 3 - 1       |
| Gerard Greene | Mitchell Mann | 2 - 2       |
| 3ª giornata   |               |             |
| Gary Wilson   | Gerard Greene | 3 - 0       |
| John Astley   | Mitchell Mann | 2 - 2       |

### Century Breaks (7)
| N° | Giocatore   | Century Breaks | Miglior Break |
| -- | ----------- | -------------- | ------------- |
| 1  | Gary Wilson | 4              | 134           |
| 2  | Liang Wenbó | 3              | 117           |

## Giorno 5 (5 giugno)
La quinta giornata si apre alle 16:00 ora locale e non - come di consueto - alle 15:00, con l'esordio di Ronnie O'Sullivan. L'inglese, che aveva disputato il suo ultimo torneo allo Shoot-Out, porta subito a casa un "centone" (112), nel primo frame della sfida a Kishan Hirani, vincendo questo e anche i successivi due.
Robert Milkins sconfigge Mike Dunn, con lo stesso punteggio di 3-0, così come fa Chris Wakelin su Michael Georgiou e Tom Ford su Ian Burns.
Nella seconda giornata, si delineano - in entrambi i gironi - i due vincitori: O'Sullivan conquista un altro 3-0 su Georgiou e approfitta del pareggio tra Hirani e Wakelin, per scavalcare quest'ultimo al primo posto. La stessa cosa accade nel tavolo accanto, con Ford che sconfigge Dunn e stacca Milkins in classifica (realizzando anche un break da 130), dopo il suo pari contro Burns. O'Sullivan e Ford, concludono definitivamente la pratica nella terza ed ultima giornata, vincendo rispettivamente 3-0 contro Wakelin e 3-1 contro Milkins.

### Gruppo 10
| Giocatore 1       | Giocatore 2      | Risultato   |
| 1ª giornata       | 1ª giornata      | 1ª giornata |
| ----------------- | ---------------- | ----------- |
| Ronnie O'Sullivan | Kishan Hirani    | 3 - 0       |
| Chris Wakelin     | Michael Georgiou | 3 - 0       |
| 2ª giornata       |                  |             |
| Chris Wakelin     | Kishan Hirani    | 2 - 2       |
| Ronnie O'Sullivan | Michael Georgiou | 3 - 0       |
| 3ª giornata       |                  |             |
| Michael Georgiou  | Kishan Hirani    | 1 - 3       |
| Ronnie O'Sullivan | Chris Wakelin    | 3 - 0       |

### Gruppo 15
| Giocatore 1    | Giocatore 2    | Risultato   |
| 1ª giornata    | 1ª giornata    | 1ª giornata |
| -------------- | -------------- | ----------- |
| Robert Milkins | Mike Dunn      | 3 - 0       |
| Tom Ford       | Ian Burns      | 3 - 0       |
| 2ª giornata    |                |             |
| Tom Ford       | Mike Dunn      | 3 - 0       |
| Robert Milkins | Ian Burns      | 2 - 2       |
| 3ª giornata    |                |             |
| Tom Ford       | Robert Milkins | 3 - 1       |
| Mike Dunn      | Ian Burns      | 1 - 3       |

### Century Breaks (3)
| N° | Giocatore         | Century Breaks | Miglior Break |
| -- | ----------------- | -------------- | ------------- |
| 1  | Ronnie O'Sullivan | 2              | 116           |
| 2  | Tom Ford          | 1              | 130           |

## Giorno 6 (6 giugno)
La giornata viene aperta da due 3-0, che Stuart Bingham e Ben Woollaston, rifilano rispettivamente a Jamie Clarke e a Liam Highfield.
Successivamente, Ricky Walden ottiene un pari contro Jordan Brown, ma riesce a battere Clarke, per 3-0; nel mentre, Jimmy Robertson sconfigge Thor Chuan Leong, con lo stesso risultato. 
Robertson pareggia contro Highfield e Woollaston ne approfitta per passare in prima posizione, a seguito della vittoria su Thor. Quest'ultimo, non riesce a vincere un frame neppure contro Highfield, perdendo ancora 3-0.
Intanto, nel Gruppo 1, Bingham non chiude i conti nel suo secondo match, pareggiato contro Brown. L'inglese manca l'occasione anche contro Walden, nella terza e conclusiva partita, conquistando un altro punto per il pareggio. Tuttavia, il campione del mondo 2015 riesce comunque a conquistare la prima posizione, dato che Brown perde 0-3 contro Clarke (il quale realizza l'unico "centone" di giornata), passando da una possibile vittoria del girone al quarto ed ultimo posto.
Il Gruppo 8, si risolve con un pareggio tra Robertson e Woollaston, che sancisce il passaggio al girone successivo di quest'ultimo.

### Gruppo 1
| Giocatore 1    | Giocatore 2  | Risultato   |
| 1ª giornata    | 1ª giornata  | 1ª giornata |
| -------------- | ------------ | ----------- |
| Stuart Bingham | Jamie Clarke | 3 - 0       |
| Ricky Walden   | Jordan Brown | 2 - 2       |
| 2ª giornata    |              |             |
| Ricky Walden   | Jamie Clarke | 3 - 0       |
| Stuart Bingham | Jordan Brown | 2 - 2       |
| 3ª giornata    |              |             |
| Jordan Brown   | Jamie Clarke | 0 - 3       |
| Stuart Bingham | Ricky Walden | 2 - 2       |

### Gruppo 8
| Giocatore 1     | Giocatore 2      | Risultato   |
| 1ª giornata     | 1ª giornata      | 1ª giornata |
| --------------- | ---------------- | ----------- |
| Ben Woollaston  | Liam Highfield   | 3 - 0       |
| Jimmy Robertson | Thor Chuan Leong | 3 - 0       |
| 2ª giornata     |                  |             |
| Jimmy Robertson | Liam Highfield   | 2 - 2       |
| Ben Woollaston  | Thor Chuan Leong | 3 - 0       |
| 3ª giornata     |                  |             |
| Jimmy Robertson | Ben Woollaston   | 2 - 2       |
| Liam Highfield  | Thor Chuan Leong | 3 - 0       |

### Century Breaks (1)
| N° | Giocatore    | Century Breaks | Miglior Break |
| -- | ------------ | -------------- | ------------- |
| 1  | Jamie Clarke | 1              | 105           |

## Giorno 7 (7 giugno)
Dopo un'iniziale serie da 44, Neil Robertson incappa in alcune difese nel primo match di giornata, per mano di Ashley Carty, il quale vince il primo frame. Tuttavia, l'australiano rimedia subito in quello successivo, portandolo a casa con un "centone" (119). L'inglese, invece, riesce a trionfare nel terzo, per un solo punto (48-47) e anche nell'ultimo, ottenendo, dunque, il successo per 3-1.
Con lo stesso risultato, Ken Doherty supera Kurt Maflin, realizzando anche due "mezzi-centoni" da 73 e 68. Quest'ultimo pareggia contro Carty, così come fanno Robertson e Doherty, nel loro incontro.
Robertson batte Maflin 3-1, ma conquista solo il secondo posto, classificandosi dietro a Carty, che supera il Gruppo 16 sconfiggendo Doherty, con il medesimo punteggio.
Anthony McGill esordisce nel Gruppo 7 rimontando il match contro Craig Steadman, dallo 0-2 al 2-2, grazie anche ad un break da 106, nel terzo frame.
Barry Hawkins batte, senza problemi, Hammad Miah e Steadman, entrambi 3-0, e McGill sconfigge Miah, per 3-1.
Il match decisivo lo disputano McGill e Hawkins, i quali, con una grande continuità nelle serie di qualità, finiscono nel pareggiare 2-2, ed è quindi l'inglese ad avanzare nel torneo.

### Gruppo 7
| Giocatore 1    | Giocatore 2    | Risultato   |
| 1ª giornata    | 1ª giornata    | 1ª giornata |
| -------------- | -------------- | ----------- |
| Anthony McGill | Craig Steadman | 2 - 2       |
| Barry Hawkins  | Hammad Miah    | 3 - 0       |
| 2ª giornata    |                |             |
| Barry Hawkins  | Craig Steadman | 3 - 0       |
| Anthony McGill | Hammad Miah    | 3 - 1       |
| 3ª giornata    |                |             |
| Barry Hawkins  | Anthony McGill | 2 - 2       |
| Craig Steadman | Hammad Miah    | 0 - 3       |

### Gruppo 16
| Giocatore 1    | Giocatore 2  | Risultato   |
| 1ª giornata    | 1ª giornata  | 1ª giornata |
| -------------- | ------------ | ----------- |
| Neil Robertson | Ashley Carty | 1 - 3       |
| Kurt Maflin    | Ken Doherty  | 1 - 3       |
| 2ª giornata    |              |             |
| Kurt Maflin    | Ashley Carty | 2 - 2       |
| Neil Robertson | Ken Doherty  | 2 - 2       |
| 3ª giornata    |              |             |
| Ken Doherty    | Ashley Carty | 1 - 3       |
| Neil Robertson | Kurt Maflin  | 3 - 1       |

### Century Breaks (5)
| N° | Giocatore      | Century Breaks | Miglior Break |
| -- | -------------- | -------------- | ------------- |
| 1  | Neil Robertson | 3              | 119           |
| 2  | Anthony McGill | 2              | 107           |

## Giorno 8 (8 giugno)
I match inaugurali dell'ottavo giorno, vedono Sam Craigie trionfare su Matthew Selt, per 3-0, e Mark Allen su Nigel Bond, per 3-1. Successivamente, Dominic Dale batte Ali Carter con il medesimo punteggio, subendo, però, un "centone" dall'avversario nel terzo frame. 
Martin O'Donnell supera facilmente Michael White, sconfiggendolo 3-0, e realizzando anche una serie da 61 nel secondo frame. Tra Carter e Craigie, avviene il primo pareggio di giornata, in un incontro che vede messi a segno tre "mezzi-centoni", nei quattro frames disputati.
La sfida tra Bond e O'Donnell, inizia intorno alle 18:00 ora locale e si conclude, invece, alle 21:00, con il risultato di 3-1 per quest'ultimo, dopo una vasta durata dei singoli frames, dovuta, per lo più, all'abbondare dei giochi difensivi dei due giocatori. 
A seguito del pareggio contro Dale, Selt perde l'opportunità di vincere il Gruppo 6. Quest'ultimo non vince neanche contro Carter, venendo sconfitto per 3-1, dopo aver realizzato una serie da 137, nel primo frame. c
Craigie domina il match contro Dale, mettendo nel carniere anche due "centoni" (131 e 123) e un "mezzo-centone" (71), lasciando solo 9 punti in replica all'avversario, e passando al girone successivo.
L'ultima sfida del giorno, vede di fronte Allen e O'Donnell, ed inizia molto tardi, a causa della durata di quelle precedenti. Il primo frame va all'inglese, mentre il secondo lo porta a casa il nordirlandese, il quale realizza anche una serie da 70. La terza frazione è ricca di fasi tattiche, che si concludono con il successo di Allen, con il punteggio di 64-45. Nel quarto e conclusivo frame, invece, O'Donnell, dopo aver incamerato un break di 62, riesce ad ottenere il pareggio, a seguito della concessione di Allen; dato che a quest'ultimo serviva solo una vittoria per avanzare, O'Donnell conquista anche il primo posto nel girone.

### Gruppo 6
| Giocatore 1  | Giocatore 2  | Risultato   |
| 1ª giornata  | 1ª giornata  | 1ª giornata |
| ------------ | ------------ | ----------- |
| Matthew Selt | Sam Craigie  | 0 - 3       |
| Ali Carter   | Dominic Dale | 1 - 3       |
| 2ª giornata  |              |             |
| Ali Carter   | Sam Craigie  | 2 - 2       |
| Matthew Selt | Dominic Dale | 2 - 2       |
| 3ª giornata  |              |             |
| Ali Carter   | Matthew Selt | 3 - 1       |
| Sam Craigie  | Dominic Dale | 3 - 0       |

### Gruppo 11
| Giocatore 1      | Giocatore 2      | Risultato   |
| 1ª giornata      | 1ª giornata      | 1ª giornata |
| ---------------- | ---------------- | ----------- |
| Mark Allen       | Nigel Bond       | 3 - 1       |
| Martin O'Donnell | Michael White    | 3 - 0       |
| 2ª giornata      |                  |             |
| Martin O'Donnell | Nigel Bond       | 3 - 1       |
| Mark Allen       | Michael White    | 3 - 1       |
| 3ª giornata      |                  |             |
| Michael White    | Nigel Bond       | 3 - 0       |
| Mark Allen       | Martin O'Donnell | 2 - 2       |

### Century Breaks (3)
| N° | Giocatore   | Century Breaks | Miglior Break |
| -- | ----------- | -------------- | ------------- |
| 1  | Sam Craigie | 2              | 131           |
| 2  | Ali Carter  | 1              | 114           |

## Giorno 9 (9 giugno)
Ronnie O'Sullivan apre il nono giorno con un "centone", realizzato nel primo frame del match contro Harvey Chandler. Nel secondo, invece, il 5 volte campione del mondo incamera una serie da 68, mancando, però, la possibilità di chiudere in bellezza, incappando in una fase tattica, in cui riesce, comunque, ad avere la meglio. O'Sullivan mette a referto un altro "centone" nel terzo ed ultimo frame, conquistando, così, il primo match di giornata.
Tom Ford, dopo essere andato avanti 2-0 nella sfida a Liang Wenbó, si fa recuperare fino al 2-2 conclusivo, mentre Sam Craigie sconfigge Stuart Bingham, per 3-1. Tuttavia, quest'ultimo supera, senza problemi, Chandler, ottenendo anche tre "mezzi-centoni" nei tre frames portati a casa, con un best di 71 nel secondo frame.
Il quarto incontro complessivo del Gruppo C, vede di fronte O'Sullivan e Craigie: quest'ultimo, inizia a dettare il passo con una serie da 41, che non si rivelerà, tuttavia, decisiva, dato che O'Sullivan recupera e vince il frame con il punteggio di 72-41. Con un break di 95, l'inglese trionfa anche nel secondo, ma non si impone nel terzo, subendo una serie di 97 dall'avversario, che gli fa perdere il primo frame in tutto il torneo, dopo averne conquistati 14. 
Martin O'Donnell esordisce nel Gruppo D, vincendo, in rimonta, il match contro Ben Woollaston.
A sorpresa, Bingham batte 3-0 O'Sullivan, superandolo in prima posizione ed escludendolo dalla lotta per passare al girone finale, grazie al vantaggio nella differenza frames (+4 di Bingham e +2 di O'Sullivan). Quest'ultimo, perde anche il secondo posto, dato il successo di Craigie su Chandler, per 3-0, ancora a causa di una migliore differenza frames (+3 di Craigie).
Con un "centone" da 128 nel terzo frame, O'Donnell sconfigge Liang, con il punteggio di 3-1, mentre Woollaston domina il match contro Ford, conquistando 375 punti, in tutto l'incontro, senza concedere alcuna replica all'avversario, mettendo a referto anche tre "centoni" (134, 101 e 127).
Ford batte O'Donnell 3-1, e Woollaston ne approfitta per scavalcarlo in testa alla classifica (grazie alla differenza frames), dopo aver sconfitto, per 3-0, Liang.

### Gruppo C
| Giocatore 1       | Giocatore 2     | Risultato   |
| 1ª giornata       | 1ª giornata     | 1ª giornata |
| ----------------- | --------------- | ----------- |
| Ronnie O'Sullivan | Harvey Chandler | 3 - 0       |
| Stuart Bingham    | Sam Craigie     | 1 - 3       |
| 2ª giornata       |                 |             |
| Stuart Bingham    | Harvey Chandler | 3 - 0       |
| Ronnie O'Sullivan | Sam Craigie     | 3 - 1       |
| 3ª giornata       |                 |             |
| Sam Craigie       | Harvey Chandler | 3 - 0       |
| Ronnie O'Sullivan | Stuart Bingham  | 0 - 3       |

### Gruppo D
| Giocatore 1      | Giocatore 2    | Risultato   |
| 1ª giornata      | 1ª giornata    | 1ª giornata |
| ---------------- | -------------- | ----------- |
| Tom Ford         | Liang Wenbó    | 2 - 2       |
| Martin O'Donnell | Ben Woollaston | 3 - 1       |
| 2ª giornata      |                |             |
| Martin O'Donnell | Liang Wenbó    | 3 - 1       |
| Tom Ford         | Ben Woollaston | 0 - 3       |
| 3ª giornata      |                |             |
| Martin O'Donnell | Tom Ford       | 1 - 3       |
| Liang Wenbó      | Ben Woollaston | 0 - 3       |

### Century Breaks (6)
| N° | Giocatore         | Century Breaks | Miglior Break |
| -- | ----------------- | -------------- | ------------- |
| 1  | Ben Woollaston    | 3              | 134           |
| 2  | Ronnie O'Sullivan | 2              | 104           |
| 3  | Martin O'Donnell  | 1              | 128           |

## Giorno 10 (10 giugno)
La decima giornata, ha inizio con un convincente successo di Ryan Day su Judd Trump: il gallese, prende in mano il gioco dopo un'imbucata mancata dall'inglese, riuscendo ad andare fino in fondo con un "centone" da 122 punti in serie, in ripulitura totale sulla biglia nera. Day vince anche il secondo, con un nuovo "centone" da 107, e il terzo, in rimonta dal 58-1 per Trump, al 58-61, grazie ad un break da 60.
Nel match che vede coinvolti Mark Joyce e Luca Brecel, avviene un raro caso di perdita del frame, da parte di quest'ultimo: i due, giunti sul 1-1, iniziano la terza frazione di gioco, in cui il belga, non riesce a colpire una biglia rossa - non coperta da altre - per tre volte consecutive; il terzo frame, termina, dunque, con il punteggio di 12-0 per Joyce (dati i tre falli da quattro punti di Brecel). Tuttavia, il giocatore nato a Dilsen-Stokkem, porta a casa la quarta partita, agganciando nuovamente l'avversario, sul 2-2 finale.
Ashley Carty batte 3-1 Gary Wilson, mentre David Gilbert si fa recuperare da Barry Hawkins, dal 2-0 al 2-2. Quest'ultimo, realizza anche un break da 130 nel quarto ed ultimo frame. 
Senza problemi, Wilson sconfigge Joyce, con il risultato di 3-0, mettendo, inoltre, a segno tre serie di qualità (83, 63 e 132).
Day, esordisce nella sfida a Gilbert con un "centone", ma perde il secondo frame (il primo della sua giornata) e anche il terzo, in cui l'inglese realizza un 117 di serie. Tuttavia, il gallese riporta il match in parità, vincendo l'ultima partita.
Con un "centone" e altri due "mezzi-centoni", Brecel supera Carty, per 3-1, il quale, realizza anch'egli una serie di qualità nell'unico frame vinto (64).
Trump batte 3-1 Hawkins, ma perde ogni speranza di passare al gruppo conclusivo a seguito del pareggio contro Gilbert.
In seguito, Day si assicura la vittoria del girone pareggiando contro Hawkins, mentre Brecel pareggia contro Wilson, classificandosi primo per via della sconfitta di Carty contro Joyce, con il punteggio di 3-1.

### Gruppo A
| Giocatore 1 | Giocatore 2  | Risultato   |
| 1ª giornata | 1ª giornata  | 1ª giornata |
| ----------- | ------------ | ----------- |
| Luca Brecel | Mark Joyce   | 2 - 2       |
| Gary Wilson | Ashley Carty | 1 - 3       |
| 2ª giornata |              |             |
| Gary Wilson | Mark Joyce   | 3 - 0       |
| Luca Brecel | Ashley Carty | 3 - 1       |
| 3ª giornata |              |             |
| Gary Wilson | Luca Brecel  | 2 - 2       |
| Mark Joyce  | Ashley Carty | 3 - 1       |

### Gruppo B
| Giocatore 1   | Giocatore 2   | Risultato   |
| 1ª giornata   | 1ª giornata   | 1ª giornata |
| ------------- | ------------- | ----------- |
| Judd Trump    | Ryan Day      | 0 - 3       |
| David Gilbert | Barry Hawkins | 2 - 2       |
| 2ª giornata   |               |             |
| David Gilbert | Ryan Day      | 2 - 2       |
| Judd Trump    | Barry Hawkins | 3 - 1       |
| 3ª giornata   |               |             |
| Barry Hawkins | Ryan Day      | 2 - 2       |
| Judd Trump    | David Gilbert | 2 - 2       |

### Century Breaks (9)
| N° | Giocatore     | Century Breaks | Miglior Break |
| -- | ------------- | -------------- | ------------- |
| 1  | Ryan Day      | 3              | 122           |
| 2  | Barry Hawkins | 2              | 130           |
| =  | David Gilbert | 2              | 120           |
| 3  | Gary Wilson   | 1              | 132           |
| =  | Luca Brecel   | 1              | 109           |

## Giorno 11 (11 giugno)
La giornata conclusiva del torneo, si apre con la sfida Stuart Bingham-Luca Brecel, che viene vinta, in maniera netta (0-3), da quest'ultimo, il quale realizza anche due "centoni" (105 e 106), rispettivamente nel secondo e nel terzo frame; dal canto suo, l'inglese mette a referto solo 12 punti nel primo, senza conquistarne altri nelle due partite successive.
Ryan Day e Ben Woollaston, disputano un match abbastanza equilibrato e tattico, che finisce 1-3 per l'inglese. Dopo aver rimediato la prima sconfitta in questo evento, il gallese non va oltre il pari contro Brecel, realizzando, però, una serie da 105 nel quarto ed ultimo frame.
Ottenendo il successo contro Woollaston, Bingham mantiene vive le sue speranze di vincere il torneo che, tuttavia, perde completamente nel match conclusivo, pareggiato contro Day.
L'ultimo incontro del torneo - tra Luca Brecel e Ben Woollaston - è decisivo per l'assegnazione del trofeo: il belga inizia con una serie da 67 nel primo frame, ma l'inglese porta a casa il secondo con un "centone" (141), giunto dopo un colpo di fortuna sull'imbucata della prima biglia rosa. Con un altro break di qualità (126), l'inglese vince anche la seconda partita, ma non riesce a sfuggire al pareggio del belga, il quale ottiene il successo nel quarto ed ultimo frame con una serie da 111, che gli fa guadagnare il trofeo.

### Gruppo finale
| Giocatore 1    | Giocatore 2    | Risultato   |
| 1ª giornata    | 1ª giornata    | 1ª giornata |
| -------------- | -------------- | ----------- |
| Stuart Bingham | Luca Brecel    | 0 - 3       |
| Ryan Day       | Ben Woollaston | 1 - 3       |
| 2ª giornata    |                |             |
| Ryan Day       | Luca Brecel    | 2 - 2       |
| Stuart Bingham | Ben Woollaston | 3 - 1       |
| 3ª giornata    |                |             |
| Luca Brecel    | Ben Woollaston | 2 - 2       |
| Stuart Bingham | Ryan Day       | 2 - 2       |

### Century Breaks (6)
| N° | Giocatore      | Century Breaks | Miglior Break |
| -- | -------------- | -------------- | ------------- |
| 1  | Luca Brecel    | 3              | 111           |
| 2  | Ben Woollaston | 2              | 141           |
| 3  | Ryan Day       | 1              | 105           |